# František Vystrčil
František Vystrčil (* 11. September 1923 in Olomouc, Tschechoslowakei; † 8. Januar 2006 in Prag, Tschechische Republik) war ein tschechoslowakischer bzw. tschechischer Animationsfilmer.

## Leben
Vystrčil besuchte die Schule für Angewandte Kunst in Brno. Anschließend war er von 1939 bis 1942 in Brno als Werbegrafiker tätig und kam danach zum Brentenovo Filmstudio, wo er als Animator arbeitete. Nach dem Zweiten Weltkrieg kurze Zeit erneut in Brno tätig, ging er schließlich an das renommierte Filmstudio Bratri v triku in Prag. Hier begann er Anfang der 1950er-Jahre als Animator unter anderem für Kurzfilme von Zdeněk Miler zu arbeiten. Er animierte eine Folge der beliebten Serie um den Kleinen Maulwurf (1957) sowie Eduard Hofmans Jean-Effel-Verfilmung Die Erschaffung der Welt (1958).
Im Jahr 1959 trat Vystrčil erstmals als Regisseur und Drehbuchautor hervor: Sein Zeichentrickfilm O místo na slunci (dt. Der Platz an der Sonne) zeigte in aufs Wesentliche reduzierter Darstellung den Kampf zweier Männchen um den einzigen trockenen Platz in einem Meer, der theoretisch jedoch groß genug für zwei ist. Der Film gilt als Klassiker des Animationsfilms und hatte in seinem Stil großen Einfluss auf Animationsfilmer der frühen 1960er-Jahre. Vystrčil erhielt für O místo na slunci eine Oscarnominierung in der Kategorie Bester animierter Kurzfilm. Er verstarb 2006 in Prag.

## Filmografie (Auswahl)
- 1960: O místo na slunci
- 1962: Šroubkova dobrodružství
- 1964: Start
- 1965: Čtverec
- 1969: Kosmodrom
- 1970: Nůžky
- 1972: Vejze
- 1973: Citáty
- 1978: Jak Bzuk a Ťuk putovali za sluníčkem (TV-Serie)

## Auszeichnungen (Auswahl)
- 1961: Oscarnominierung in der Kategorie Bester animierter Kurzfilm für O místo na slunci